# Роже Дезормиер
Роже Дезормиер (на френски: Roger Désormière) е френски диригент и композитор.

## Биография
Роден е на 13 септември 1898 г. във Виши. Следва в Парижката консерватория, след което започва да дирижира, главно балети. През 30-те години композира музиката за няколко филма.
Член е на Френската комунистическа партия и личен приятел на Морис Торез. По време на окупацията на Париж той е член на Националния фронт на музикантите. След падането на Франция композиторът Дариус Мийо е принуден да напусне Франция. Дезормиер спасява картините и личните му вещи, както и плаща наем на апартамента му по време на окупацията.
Работи до 1952 г., когато на път за Рим получава инсулт, в резултат от който се парализира.
Умира на 25 октомври 1963 г. в Париж.